# 北邵洼站
北邵洼站是一个位于中国北京市昌平区南邵镇昌崔路、內环西路交叉口，属于北京地铁昌平线的地铁车站。该站于2015年12月26日随昌平线二期开通而投入使用。

## 概况
车站位于北京市昌平区南邵镇，内环西路（南北向）与昌崔路（东西向）交汇处，大致呈东西走向布置。车站因位于北邵洼村而得名。

## 结构

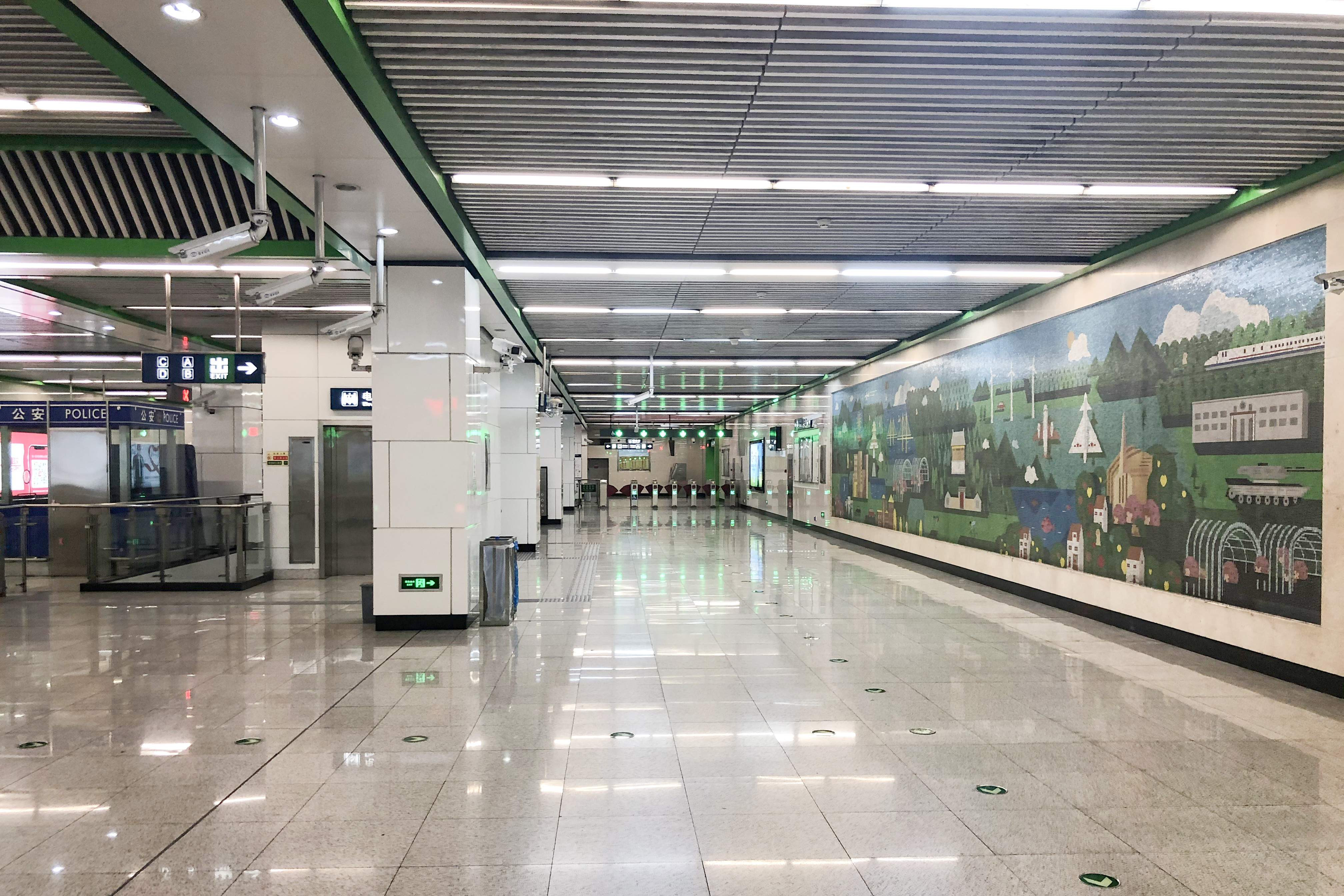
站厅（2020年6月摄）

车站为地下二层车站，地下一层为站厅层，地下二层为站台层。岛式站台布置，站台宽11米，中部有2组通向站厅的扶梯。车站结构总长189.4米，标准段宽20.7米，总建筑面积13490平方米，覆土厚2.9米。

### 站台结构图
| 地面 |                    | 出入口                           |  |  |
| B1层 | 昌平线站厅         | 客服中心、自动售票机、进出站闸机 |  |  |
| B2层 |                    | 昌平线 往昌平西山口 （昌平东关） |  |  |
|      | 岛式站台，左侧开门 |                                  |  |  |
|      |                    | 昌平线 往西土城 （南邵）         |  |  |

## 出入口
车站共有4个出入口，直梯位于B口与C口。
|                       |          |                                  |      |            |  |
| 编号                  | 指示     | 建议前往的目的地                 | 图片 | 无障碍设施 |  |
| 出口 · A              | 昌崔路   | 昌崔路（北侧）                   |      | 不適用     |  |
| 出口 · B · 升降机标志 | 昌崔路   | 昌崔路（北侧）、北邵洼村         |      |            |  |
| 出口 · C · 升降机标志 | 内环西路 | 内环西路（西侧）、昌崔路（南侧） |      |            |  |
| 出口 · D              | 昌崔路   | 昌崔路（南侧）                   |      | 不適用     |  |
| 註： 設有             |          |                                  |      |            |  |

## 车站周边
- 北京市昌平区南邵镇北邵洼村